# The Five Pennies
The Five Pennies is een Amerikaanse film uit 1959 van regisseur Melville Shavelson met in de hoofdrollen Danny Kaye en Barbara Bel Geddes. 
The Five Pennies is een geromantiseerde biografie van jazzmusicus Ernest Loring "Red" Nichols. De film was een succes in de bioscopen in de Verenigde Staten en kreeg vier Oscarnominaties voor Beste muziek, Beste originele liedje, Beste cinematografie en Beste kostuums.

## Verhaal
Ernest Nichols, bijgenaamd 'Red' vanwege zijn rode haar, speelt kornet. Hij woont in een klein stadje waar hij nauwelijks de kost kan verdienen met zijn spel. Het grote geld ligt in New York en Nichols verhuist naar de grote stad. Daar is hij vooral te horen op de radio waar hij allerlei muzikale klusjes moet doen die niet zijn hart hebben. Zijn ware passie is jazzmuziek. Het zijn de jaren twintig van de twintigste eeuw en jazzorkesten schieten de grond uit. Nichols sluit zich aan bij de band van Will Paradise. Tijdens de optredens ontmoet hij de zangeres Bobbie Meredith en krijgt een relatie met haar. Ze trouwen en beginnen samen een dixielandband onder de naam The Five Pennies. The band wordt een succes en er volgen uitgebreide tournees. Als zijn dochter Dorothy wordt geboren vreest Red dat hij weer terug moet naar zijn saaie radiobaan, maar zijn vrouw haalt hem over om door te gaan met de band. Maar het noodlot slaat toe als Dorothy in het ziekenhuis wordt opgenomen. De doktoren constateren polio en raden een warm klimaat voor het meisje. Nichols stopt met de muziek en verhuist met zijn gezin naar Los Angeles. Jarenlang hoort de muziekwereld niets meer van Red Nichols. Als Dorothy inmiddels een tiener is, hoort ze voor het eerst de muziek van The Five Pennies en van haar vaders muzikale carrière. Het meisje wil nu haar vader zijn muziek teruggeven en ze weet hem over te halen nog een keer op tournee te gaan en een comeback te maken. Red en zijn Five Pennies gaan op tournee maar de terugkeer valt niet mee. De tournee dreigt een fiasco te worden totdat een groot aantal grote jazzartiesten uit Nichols' verleden opduiken en Red uit de brand helpen.

## Rolverdeling
| Acteur                               | Personage |
| ------------------------------------ | --------- |
| Danny Kaye - Red Nichols             |           |
| Barbara Bel Geddes - Bobbie Meredith |           |
| Tuesday Weld - Dorothy Nichols       |           |
| Louis Armstrong - Louis Armstrong    |           |
| Bob Crosby - Will Paradise           |           |
| Bobby Troup - Arthur Schutt          |           |

## Achtergrond

### Tussen mythe en feit: de film en Red Nichols
De film is losjes gebaseerd op het levensverhaal van Ernest Loring "Red" Nichols (1905-1965). Nichols was een fenomeen op de kornet en in de jaren twintig van de twintigste eeuw maakte hij naam als jazzmusicus en -componist. Nichols was een van de groten in de dixielandmuziek en maakte tussen 1926-1932 verschillende opnames voor het Brunswick-label. De scenaristen hebben het leven van Nichols als uitgangspunt genomen, maar zich grote vrijheden veroorloofd om het nodige drama in te brengen. Anders dan in de film hoefde Nichols niet te sappelen bij de radio. Hij trad al snel op met een dixielandorkest: The Syncopating Seven, en later met het Johnny Carson Orchestra. In 1926 richtte hij 'Red Nichols and His Five Pennies' op. Niet, zoals in de film wordt gesuggereerd, met zijn vrouw, maar met Miff Mole. In The Five Pennies werkte hij onder andere samen met Jimmy Dorsey, Benny Goodman, Glenn Miller en Gene Krupa. Ze hadden onder andere een hit met hun versie van "Ida, Sweet as Apple Cider". De film doet het voorkomen alsof de carrière van Nichols tot stilstand kwam nadat zijn dochter Dorothy polio opliep. Maar in werkelijkheid kwam de carrière van Nichols tot stilstand toen dixieland rond 1932 werd verdrongen werd door de swing. Nichols hield niet van deze stijl en kreeg steeds meer kritiek op zijn spel, dat als te 'academisch' werd beschouwd. Nichols verdween naar de achtergrond en speelde in showbands en theaterorkesten en was de dirigent van het orkest van Bob Hope. Eigenlijk wat in het begin van de film te zien is. Het was ook niet waar dat Nichols van New York naar Los Angeles verhuisde vanwege zijn dochters polio. De reden was dat hij daar meer werk vond in de amusementsindustrie. Pas toen, midden jaren dertig, huwde hij met danseres Willa Stutsman, met wie hij een dochter kreeg. Hij trouwde dus niet met een zangeres en werkte niet samen met zijn vrouw in een orkest. Wel kreeg zijn dochter in 1942 polio. Net als in de film verliet Nichols de muziek om op een scheepswerf te gaan werken. Maar het was niet zijn dochter die hem uit de vergetelheid haalde. Na de oorlog richtte Nichols zelf The Five Pennies weer op en ging spelen in allerlei kleine jazzclubs. Al snel was Nichols weer populair en maakte tournees in de Verenigde Staten en Europa. In 1965 overleed hij aan een hartaanval.

### Productie
Hoewel Danny Kaye maandenlang oefende om de kornet overtuigend te kunnen bespelen is hij in de film niet te horen. De echte Red Nichols speelde alle partijen. Zijn Five Pennies zijn echter niet te horen, de muziek komt van sessiemuzikanten.  
Kaye hield van improviseren en zeker tijdens repetities kon hij zich vaak niet inhouden. Tijdens de repetities van een dansscène danste Kaye een zeer overdreven tango met danseres Lizanne Truex. De regisseur was erg ingenomen met deze improvisatie en voegde het gelijk toe aan de film.

### Muziek
In de film zijn de volgende liedjes te horen:
- "Five Pennies" (Danny Kaye)
- "After You've gone" (Louis Armstrong)
- "Bill Bailey, Won't You Please Come Hone (Louis Armstrong en Danny Kaye)
- "Good Night - Sleep Tight" (Barbara Bell Geddes)
- "Lullaby in Ragtime" (Danny Kaye en Louis Armstrong)
- "Five Pennies Saints" (Danny Kaye en Louis Armstrong)
- "Just the Blues" (Louis Armstrong)
- "Carnival of Venice" (Danny Kaye)
- "The Music goes round and around" (Danny Kaye/Susan Gordon)
- "Jingle Bells" (Danny Kaye)

### Titel
The Five Pennies was de naam van de band van Red Nichols. Five Pennies is een verwijzing naar de achternaam van Nichols. In de Verenigde Staten is een 'nickel' vijf cent waard. In een 'nickel' gaan vijf 'pennies' (centen).

## Prijzen en nominaties
In 1959 werd The Five Pennies genomineerd voor een Grammy Award voor Beste Soundtrack Album.
In 1960 werd The Five Pennies genomineerd voor vier Academy Awards:
- Beste cinematografie
- Beste kostuumontwerp
- Beste originele lied
- Beste muziek

Datzelfde jaar won de film een WGA Award voor "best geschreven Amerikaanse musical". Tevens won de film twee Golden Laurel en werd genomineerd voor een Golden Globe.